# Jaguar (microarchitecture)
Pour les articles homonymes, voir Jaguar (homonymie).
Bobcat - Family 14h Puma - Family 16h (2nd-gen) 
CPU de la Xbox One X
Jaguar est une architecture de microprocesseur multi-cœurs basse consommation introduite en 2013 par AMD, en remplacement de l'architecture Bulldozer, pour concurrencer Intel et ses processeurs Atom.

## Évolution
Alors que les microprocesseurs de microarchitecture AMD Bulldozer étaient gravés au début en 32 nm, puis en 28 nm à la fin de l'ère Bulldozer, Jaguar est gravé en 28 nm dès le début.
Les processeurs Jaguar non utilisés dans les PS4 peuvent posséder jusqu'à 16 Go de mémoire vive alors que les Bulldozers et les Jaguars des PS4 ne pouvaient en posséder que 8.

## Consoles de jeu
Les processeurs AMD Jaguar sont les processeurs utilisés dans les PS4, PS4 Slim et PS4 Pro, ils sont également utilisés dans les Xbox One, One S et One X.

## Différentes version de Jaguar
| Processeur               | Architecture     | Date de sortie       | Fréquence en GHz | Nbre de cœurs                 |
| ------------------------ | ---------------- | -------------------- | ---------------- | ----------------------------- |
| Liverpool (PS4/PS4 Slim) | Jaguar           | Novembre 2013        | 1,6              | 2 modules avec 4 cœurs chacun |
| Durango (Xbox One)       | Jaguar           | Novembre 2013        | 1,75             | 2 modules avec 4 cœurs chacun |
| Neo (PS4 Pro)            | Jaguar           | Novembre 2016        | 2,13             | 2 modules avec 4 cœurs chacun |
| Edmonton (Xbox One S)    | Jaguar           | Juin 2016            | 1,75             | 2 modules avec 4 cœurs chacun |
| Scorpio (Xbox One X)     | Jaguar Customisé | Novembre 2017        | 2,3              | 2 modules avec 4 cœurs chacun |
| Athlon 5150              | Jaguar           | 2e trimestre de 2014 | 1,6              | 4                             |
| Athlon 5350              | Jaguar           | 2e trimestre de 2014 | 2,05             | 4                             |